# 花伝社
花伝社（かでんしゃ）は、1985年に創立された日本の出版社。社名の由来は世阿弥の｢花伝書｣。「自由な発想で同時代をとらえる」をモットーとする。なお、書籍の発売元はすべて共栄書房となっている。

## 概要
法律書や司法制度に関する本をはじめとして、人文・社会・政治・教育などのジャンルが多い。
文化評論・都市論・ビジネス書なども刊行している。
近年では『未来のアラブ人』をはじめ、海外コミックの話題作も多い。
2015年、第31回梓会出版文化賞受賞。出版社による「平和の棚の会」会員社であり、毎年書店でフェアを行っている。

## 書籍

### 政治・社会
- 俵義文『日本会議の全貌：知られざる巨大組織の実態』2016年。ISBN 978-4-7634-0781-8
- 塚田穂高『宗教と政治の転轍点：保守合同と政教一致の宗教社会学』2015年。ISBN 978-4-7634-0731-3
- 杉田聡『福沢諭吉と帝国主義イデオロギー』2016年。ISBN 978-4-7634-0800-6
- 加藤哲郎『情報戦の時代：インターネットと劇場政治』2007年。ISBN 978-4-7634-0493-0
- 鎌田慧『やさしさの共和国：格差のない社会に向けて』2006年。ISBN 978-4-7634-0476-3

### 法律
- 村田英幸『現物出資などの財産価格証明の理論と実務（会社法版）』2007年。ISBN 978-4-7634-0486-2
- 松本肇『ホームページ泥棒をやっつける：弁護士不要・著作権・知的財産高等裁判所・強制執行』2006年。978-4-7634-0480-0

#### 司法
- 憲法フェスティバル実行委員会編『憲法くん出番ですよ：憲法フェスティバルの20年』2007年。ISBN 978-4-7634-0494-7
- 水俣病訴訟弁護団編『救済における司法の役割：すべての水俣病被害者の救済をめざして』2006年。ISBN 978-4-7634-0474-9
- 篠原義仁『よみがえれ青い空：川崎公害裁判からまちづくりへ』2007年。ISBN 978-4-7634-0485-5

### 社会学関連
- 北原惇『ロック文化が西洋を滅ぼす：脳科学から見た文明論』2007年。ISBN 978-4-7634-0492-3
- ジャクリーヌ・ベルント『マンガの国ニッポン：日本の大衆文化・視覚文化の可能性（新装版）』（佐藤和夫・水野邦彦訳）2007年。ISBN 978-4-7634-0484-8
- 大窪一志『自治社会の原像』2014年。ISBN 978-4-7634-0689-7

### 都市論
- 饗庭伸『都市をたたむ：人口減少時代をデザインする都市計画』2015年。ISBN 978-4-7634-0762-7
- 貞包英之『地方都市を考える：「消費社会」の先端から』2015年。ISBN ISBN　978-4-7634-0755-9

### 文化評論
- 中尾賢司『「ネオ漂泊民」の戦後：アイドル受容と日本人』2014年。ISBN 978-4-7634-0717-7
- 熊代亨『融解するオタク・サブカル・ヤンキー：ファスト風土適応論』2014年。ISBN 978-4-7634-0713-9
- 南田勝也 『オルタナティブロックの社会学』2014年。ISBN 978-4-7634-0698-9

### 海外コミック
- リアド・サティフ『未来のアラブ人：中東の子ども時代』2019年。ISBN 978-4-7634-0894-5
- ビルギット・ヴァイエ『マッドジャーマンズ：ドイツ移民物語』2017年。ISBN 978-4-7634-0833-4
- パオロ・パリージ『バスキア：光と影の２７年』2023年。ISBN 978-4-7634-2075-6

### その他
- ガンは治る　ガンは治せる ─生命の自然治癒力
- 自然治癒力はそだつ ─ぼくの〈自然医学〉事始め
- 春・秋　七草の歳時記
- 笑いの免疫学 ─笑いの「治療革命」最前線